# وندی هانت
وندی هانت (به انگلیسی: Wendy Hunt) (زاده ۸ سپتامبر ۱۹۵۲ – درگذشته ۷ اوت ۲۰۱۷) یک دی‌جی باشگاه دیسکو آمریکایی مستقر در فلوریدا و ماساچوست بود.

## دوران اولیه زندگی و تحصیل
هانت در گلندیل، کالیفرنیا به دنیا آمد و در ماربلهد، ماساچوست بزرگ شد. او دختر دونالد ادگار هانت و ایوان ادوینا ریدل بود. او در سال ۱۹۷۰ از دبیرستان ماربلهد فارغ‌التحصیل شد و در دانشگاه نورث ایسترن تحصیل کرد و در آنجا شروع به آموزش برای حرفه پرستاری کرد.

## حرفه
هانت کار خود را به عنوان دی‌جی در سال ۱۹۷۴ در کلاب ۱۲۷۰ در بوستون آغاز کرد. به عنوان «یکی از معدود دی‌جی‌های زن بوستون» در آن زمان، او به سرعت طرفدارانی پیدا کرد و به عنوان دی‌جی در کلاب‌های دیسکو و رویدادهای جامعه LGBTQ در شهرهای مختلف، از جمله جشنواره زمستانی در ساحل جنوبی میامی، جشنواره سفید در پام اسپرینگز، جشنواره بنفش در دالاس و جشنواره صعود در آتش جزیره پاینز، مورد تقاضا بود.او همچنین در کروزهای دریایی و رویدادهای جمع‌آوری کمک مالی فعالیت داشت، موسیقی برای برنامه‌های رادیویی میکس کرد، و رکوردهایی تولید کرد. در اوایل سال ۲۰۱۷، او در «اولین جشنواره پراید فورت لادردیل در دوران ترامپ» سخنرانی کرد.

## زندگی شخصی
هانت تصدیق کرد که با اعتیاد و اختلال دوقطبی مبارزه می‌کند. او داوطلب نجات لابرادور رتریور فلوریدا بود. هانت در تابستان ۲۰۱۷ در سن ۶۴ سالگی در ویلتون مانورس، فلوریدا در اثر خودکشی درگذشت.